# Protomelas spilopterus
Protomelas spilopterus är en fiskart som först beskrevs av Trewavas, 1935.  Protomelas spilopterus ingår i släktet Protomelas och familjen Cichlidae. IUCN kategoriserar arten globalt som livskraftig. Inga underarter finns listade i Catalogue of Life.